# Exocentrus argenteipennis
Exocentrus argenteipennis là một loài bọ cánh cứng trong họ Cerambycidae.